# Afrikaspiele 2019/Leichtathletik – 200 m der Frauen
Der 200-Meter-Lauf der Frauen bei den Afrikaspielen 2019 fand am 29. und 30. August im Stade Moulay Abdallah in Rabat statt.
43 Sprinterinnen aus 30 Ländern nahmen an dem Wettbewerb teil. Die Goldmedaille gewann Gina Bass mit 22,58 s, Silber ging an Bassant Hemida mit 22,89 s und die Bronzemedaille gewann Marie-Josée Ta Lou mit 23,00 s.

## Rekorde
| Weltrekord        | Florence Griffith-Joyner | 21,34 s | Olympische Spiele in Seoul, Südkorea    | 29. September 1988 |
| Rekord der Spiele | Fatima Yusuf             | 22,45 s | Afrikaspiele in Johannesburg, Südafrika | 18. September 1999 |

## Vorläufe
Aus den sieben Vorläufen qualifizierten sich die jeweils drei Ersten jedes Laufes – hellblau unterlegt – und zusätzlich die drei Zeitschnellsten – hellgrün unterlegt – für das Halbfinale.

### Lauf 1
29. August 2019, 9:55 Uhr

Wind: −0,1 m/s
| Platz | Bahn | Athletin                   | Land       | Zeit (s) |
| ----- | ---- | -------------------------- | ---------- | -------- |
| 1     | 3    | Loungo Matlhaku            | Botswana   | 23,86    |
| 2     | 4    | Rhoda Njobvu               | Sambia     | 23,95    |
| 3     | 6    | Saka Souliatou Ajjouolakpe | Benin      | 24,11    |
| 4     | 7    | Fatou Sanneh               | Gambia     | 24,17    |
| 5     | 2    | Élodie Embony              | Madagaskar | 24,30    |
| 6     | 8    | Seada Sira Mustefa         | Äthiopien  | 25,61    |
| 7     | 1    | Abbangah Brahim            | Tschad     | 25,94    |
| 8     | 5    | Assia Raziki               | Marokko    | DNS      |

### Lauf 2
29. August 2019, 10:02 Uhr

Wind: +0,1 m/s
| Platz | Bahn | Athletin                      | Land                         | Zeit (s) |
| ----- | ---- | ----------------------------- | ---------------------------- | -------- |
| 1     | 1    | Aminatou Seyni                | Niger                        | 23,16    |
| 2     | 4    | Grace Obour                   | Ghana                        | 23,76    |
| 3     | 2    | Prenam Pesse                  | Togo                         | 25,11    |
| 4     | 6    | Faith Dube                    | Simbabwe                     | 25,78    |
| 5     | 3    | Alba Rosana Nchama Nbo Nchama | Äquatorialguinea             | 27,75    |
|       | 7    | Lucia Lucia                   | Südsudan                     | DSQ      |
|       | 5    | Beatrice Masilingi            | Namibia                      | DNS      |
|       | 8    | Jemina Robinei                | Zentralafrikanische Republik | DNS      |

### Lauf 3
29. August 2019, 10:09 Uhr
| Platz | Bahn | Athletin              | Land           | Zeit (s) |
| ----- | ---- | --------------------- | -------------- | -------- |
| 1     | 3    | Mercy Ntia-Obong      | Nigeria        | 23,61    |
| 2     | 5    | Ndeye Arame Toure     | Senegal        | 24,09    |
| 3     | 6    | Lumeka Katundu        | Sambia         | 24,21    |
| 4     | 2    | Fanny Appes Ekanga    | Kamerun        | 24,39    |
| 5     | 8    | Emily Nanziri         | Uganda         | 24,66    |
| 6     | 7    | Pierrick Moulin       | Gabun          | 25,34    |
| 7     | 4    | Christelle Roxane Ore | Elfenbeinküste | DNS      |

### Lauf 4
29. August 2019, 10:16 Uhr

Wind: +0,4 m/s
| Platz | Bahn | Athletin                 | Land             | Zeit (s) |
| ----- | ---- | ------------------------ | ---------------- | -------- |
| 1     | 3    | Gina Bass                | Gambia           | 23,08    |
| 2     | 6    | Maggie Barrie            | Sierra Leone     | 23,30    |
| 3     | 4    | Tjipekapora Herunga      | Namibia          | 24,17    |
| 4     | 2    | Mariama Mamoudou Ittatou | Niger            | 24,26    |
| 5     | 7    | Jasper Bukola Adekunle   | Nigeria          | 24,36    |
| 6     | 5    | Maureen Nyatichi Thomas  | Kenia            | 24,53    |
| 7     | 8    | Pilar Paula              | Äquatorialguinea | 28,66    |

### Lauf 5
29. August 2019, 10:23 Uhr

Wind: +0,3 m/s
| Platz | Bahn | Athletin          | Land                  | Zeit (s) |
| ----- | ---- | ----------------- | --------------------- | -------- |
| 1     | 3    | Mariam Bance      | Burkina Faso          | 23,76    |
| 2     | 5    | Millicent Ndoro   | Kenia                 | 23,84    |
| 3     | 7    | Phumlile Ndzinisa | Eswatini              | 24,30    |
| 4     | 4    | Gorete Semedo     | São Tomé und Príncipe | 24,50    |
| 5     | 2    | Fatmata Awolo     | Sierra Leone          | 24,72    |
|       | 6    | Gemma Acheampong  | Ghana                 | DNS      |

### Lauf 6
29. August 2019, 10:30 Uhr

Wind: +0,1 m/s
| Platz | Bahn | Athletin              | Land           | Zeit (s) |
| ----- | ---- | --------------------- | -------------- | -------- |
| 1     | 7    | Marie-Josée Ta Lou    | Elfenbeinküste | 22,96    |
| 2     | 2    | Bassant Hemida        | Ägypten        | 23,22    |
| 3     | 4    | Natacha Ngoye Akamabi | Republik Kongo | 23,35    |
| 4     | 3    | Jacent Nyamahunge     | Uganda         | 23,83    |
| 5     | 8    | Tamzin Thomas         | Südafrika      | 23,89    |
| 6     | 5    | Eveline Sanches       | Kap Verde      | 25,27    |
|       | 6    | Eunice Kadogo         | Kenia          | DNS      |

### Lauf 7
29. August 2019, 10:37 Uhr

Wind: −0,4 m/s
| Platz | Bahn | Athletin                     | Land           | Zeit (s) |
| ----- | ---- | ---------------------------- | -------------- | -------- |
| 1     | 2    | Rosemary Chukwuma            | Nigeria        | 23,60    |
| 2     | 4    | Tsaone Sebele                | Botswana       | 24,14    |
| 3     | 5    | Nda Akissi Beldja A. Kouassi | Elfenbeinküste | 24,33    |
| 4     | 3    | Juliette Bouley              | Republik Kongo | 25,18    |
| 5     | 7    | Koumba Sidibe                | Mali           | 25,49    |
| 6     | 6    | Fayo Firehun Yohannis        | Äthiopien      | 25,55    |

## Halbfinale
Aus den drei Halbfinalläufen qualifizierten sich die jeweils zwei Ersten jedes Laufes – hellblau unterlegt – und zusätzlich die zwei Zeitschnellsten – hellgrün unterlegt – für das Finale.

### Lauf 1
29. August 2019, 16:34 Uhr

Wind: +0,2 m/s
| Platz | Bahn | Athletin                   | Land           | Zeit (s) |
| ----- | ---- | -------------------------- | -------------- | -------- |
| 1     | 8    | Natacha Ngoye Akamabi      | Republik Kongo | 23,05    |
| 2     | 6    | Aminatou Seyni             | Niger          | 23,23    |
| 3     | 3    | Maggie Barrie              | Sierra Leone   | 23,35    |
| 4     | 5    | Rosemary Chukwuma          | Nigeria        | 23,67    |
| 5     | 4    | Grace Obour                | Ghana          | 24,03    |
| 6     | 2    | Jacent Nyamahunge          | Uganda         | 24,08    |
| 7     | 7    | Saka Souliatou Ajjouolakpe | Benin          | 24,34    |
| 8     | 1    | Prenam Pesse               | Togo           | 25,25    |

### Lauf 2
29. August 2019, 16:41 Uhr

Wind: −0,1 m/s
| Platz | Bahn | Athletin                     | Land           | Zeit (s) |
| ----- | ---- | ---------------------------- | -------------- | -------- |
| 1     | 6    | Gina Bass                    | Gambia         | 22,76    |
| 2     | 4    | Bassant Hemida               | Ägypten        | 22,83    |
| 3     | 3    | Mercy Ntia-Obong             | Nigeria        | 23,83    |
| 4     | 5    | Millicent Ndoro              | Kenia          | 23,94    |
| 5     | 2    | Tamzin Thomas                | Südafrika      | 24,07    |
| 6     | 8    | Tjipekapora Herunga          | Namibia        | 24,49    |
| 7     | 1    | Nda Akissi Bledja A. Kouassi | Elfenbeinküste | 24,92    |
|       | 7    | Tsaone Sebele                | Botswana       | DNF      |

### Lauf 3
29. August 2019, 16:48 Uhr

Wind: +0,5 m/s
| Platz | Bahn | Athletin           | Land           | Zeit (s) |
| ----- | ---- | ------------------ | -------------- | -------- |
| 1     | 3    | Marie-Josée Ta Lou | Elfenbeinküste | 23,30    |
| 2     | 6    | Loungo Matlhaku    | Botswana       | 23,89    |
| 3     | 4    | Rhoda Njobvu       | Sambia         | 23,94    |
| 4     | 5    | Mariam Bance       | Burkina Faso   | 24,07    |
| 5     | 7    | Ndeye Arame Toure  | Senegal        | 24,29    |
| 6     | 1    | Fatou Sanneh       | Gambia         | 24,35    |
| 7     | 8    | Lumeka Katundu     | Sambia         | 24,53    |
| 8     | 2    | Phumlile Ndzinisa  | Eswatini       | 24,68    |

## Finale
30. August 2019, 16:55 Uhr

Wind: +1,8 m/s
| Platz | Bahn | Athletin              | Land           | Zeit (s) |
| ----- | ---- | --------------------- | -------------- | -------- |
|       | 5    | Gina Bass             | Gambia         | 22,58    |
|       | 4    | Bassant Hemida        | Ägypten        | 22,89    |
|       | 3    | Marie-Josée Ta Lou    | Elfenbeinküste | 23,00    |
| 4     | 8    | Aminatou Seyni        | Niger          | 23,05    |
| 5     | 6    | Natacha Ngoye Akamabi | Republik Kongo | 23,44    |
| 6     | 2    | Maggie Barrie         | Sierra Leone   | 23,57    |
| 7     | 7    | Loungo Matlhaku       | Botswana       | 23,84    |
| 8     | 1    | Rosemary Chukwuma     | Nigeria        | DNS      |